# Kurt Gudewill

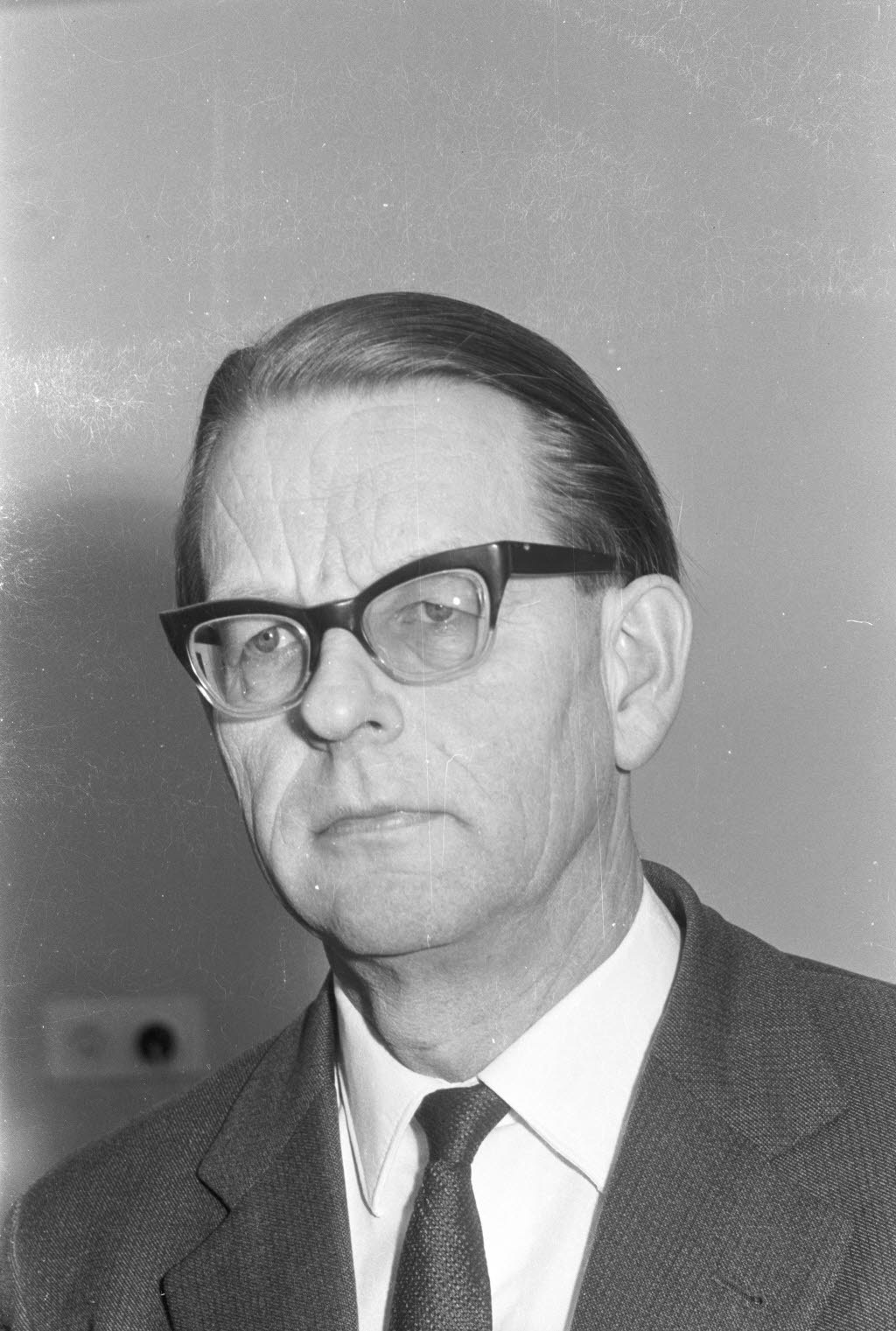
Kurt Gudewill (1966)

Kurt Gudewill (* 3. Februar 1911 in Itzehoe; † 29. Juli 1995 in Kiel) war ein deutscher Musikwissenschaftler und Hochschullehrer. Von 1952 bis 1976 war er Professor am Musikwissenschaftlichen Institut der Christian-Albrechts-Universität zu Kiel. Er machte sich um die Schütz- und Liedforschung verdient.

## Leben

### Herkunft und Jugend in Itzehoe
Kurt Gudewill entstammte einer preußischen Offizierfamilie. So war sein Onkel, Korvettenkapitän Hans Gudewill (1866–1904), Kommandant des deutschen Kanonenboots SMS Habicht und vorübergehender Befehlshaber der Schutztruppen in Deutsch-Südwestafrika. Bildmaterial und eine Übersicht über die militärische Laufbahn seines älteren Onkels, Oberstleutnant Max Hans August Gudewill (geb. 1865), werden in der Fotosammlung der Offiziere des XIV. Armeekorps der Abteilung Generallandesarchiv Karlsruhe des Landesarchivs Baden-Württemberg überliefert.
Als Sohn des Majors Curt Caspar Adolf Gudewill (1868–1914), der im ersten Kriegsmonat des Ersten Weltkrieges als Abteilungskommandeur des Feldartillerie-Regiments „Generalfeldmarschall Graf Waldersee“ (Schleswigsches) Nr. 9 in der Schlacht an der Gette (Schlacht bei Tirlemont) in Belgien verwundet wurde und vier Tage später verstarb, und dessen Frau Margaretha Louise Auguste (1875–1953), geb. Luther, 1911 in Itzehoe, Provinz Schleswig-Holstein, wird er zu den „Luther Seitenverwandten“ gezählt.
In Itzehoe erhielt er seinen ersten musikalischen und praktischen Unterricht und legte eine staatliche Privatmusiklehrerprüfung in Musiktheorie und Komposition ab. Als seinen ersten Musiklehrer nannte er den Thiel- und Hagel-Schüler Heinrich Laubach, der Begründer des Itzehoer Konzertchores war. Weiterhin übte nach eigenen Angaben dessen Nachfolger, Otto Spreckelsen, musikalischen Einfluss auf ihn aus. Gudewill besuchte bis zum Abitur 1929 die Kaiser-Karl-Schule, ein Reform-Realgymnasium seiner Heimatstadt.

### Studium und Dozentur im Nationalsozialismus
Von 1929 bis 1935 studierte er Musikwissenschaften sowie Philosophie und Phonetik an der Universität Hamburg (u. a. bei Walther Vetter und Wilhelm Heinitz) und 1930/31 an der Friedrich-Wilhelms-Universität in Berlin (u. a. bei Arnold Schering, Friedrich Blume und Hans Joachim Moser). Im Jahr 1935 wurde er bei Walther Vetter in (Historischer) Musikwissenschaft an der Universität Hamburg mit Dissertation Das sprachliche Urbild bei Heinrich Schütz und seine Abwandlung nach textbestimmten und musikalischen Gestaltungsgrundsätzen in den Werken bis 1650 zum Dr. phil. promoviert. Das Zweitgutachten der Arbeit übernahm Georg Anschütz. Die Arbeit erschien 1936 im Bärenreiter-Verlag in Kassel.
Im selben Jahr wurde er wissenschaftlicher Assistent bei Friedrich Blume und planmäßiger Lektor für Musik am Musikwissenschaftlichen Institut in Kiel. 1944 habilitierte er sich am Musikwissenschaftlichen Institut der Philosophischen Fakultät der Christian-Albrechts-Universität zu Kiel über das Thema Die Formstrukturen der deutschen Liedtenores des 15. und 16. Jahrhunderts. Auszüge seiner Arbeit wurden im ersten Jahrgang (1948) der Fachzeitschrift Die Musikforschung unter dem Titel Zur Frage der Formstrukturen deutscher Liedtenores vorgestellt. Noch vor Kriegsende, im Januar 1945, erhielt er eine Privatdozentur (ein Vorlesungsverzeichnis erschien im Sommersemester 1945 allerdings nicht).
Gudewill trat der NSDAP zum 1. November 1929 bei, aber zum 1. Oktober 1930 wieder aus, seine alte Nummer wurde nachträglich aberkannt. Zum 1. Mai 1937 trat er der Partei erneut bei (Mitgliedsnummer 4.782.103). Er gehörte der SA (ab 1933), der HJ (ab 1940) und dem NS-Dozentenbund (ab 1942) an. Auf Vermittlung eines Musikerkollegen der Semlerschen Kapelle in Itzehoe bewarb sich der Militärmusik begeisterte Gudewill um 1933/34 erfolgreich auf die Stelle des zweiten Tenorhornisten im Musikzug der Heider SA-Standarte 85 „Dithmarschen“. Diese war während der Novemberpogrome 1938 entscheidend an der Zerstörung der Synagoge in Friedrichstadt beteiligt. Das Machwerk Lexikon der Juden in der Musik, eine Veröffentlichung des Instituts der NSDAP zur Erforschung der Judenfrage von 1940, besprach Gudewill wohlwollend in einer Rezension. Seinen SA-Eintritt rechtfertigte er nach dem Krieg damit, dass dieser für sein berufliches Fortkommen notwendig gewesen wäre. Der Musikwissenschaftler Fred K. Prieberg (2009) bezweifelte Gudewills Selbsteinschätzung und kritisierte das Verschweigen des Wiedereintritts in die Partei.

### Professur an der Universität Kiel nach 1945
Ab dem Sommersemester 1946 wurde er wieder als Teil des Kieler Lehrkörpers im Personal- und Vorlesungsverzeichnis geführt. 1948/49 war er als Stipendiat des British Council Gastdozent an der University of Birmingham in England. Im Jahr 1952 erhielt er in Kiel eine außerplanmäßige Professur unter Beibehaltung des Musiklektorats, von 1960 bis 1976 war er Wissenschaftlicher Rat und Professor für Musikwissenschaft. Er betreute mehrere Promotionsvorhaben (Wulf Konold, Karl-Heinz Reinfandt, Bernd Sponheuer u. a.) und einen Musizierkreis für Alte Musik. Schwerpunkt seiner Arbeit waren historische Forschungen zur lutherischen Kirchenmusik des 17. Jahrhunderts, insbesondere zu den Komponisten Heinrich Schütz und Melchior Franck, sowie zum deutschen Lied des 16. Jahrhunderts. So hatte er wesentlichen Anteil daran, dass sich die musikalische Gattung „Tenorlied“ als Terminus techicus durchsetzen konnte.
Im Jahr 1957 reaktivierte er den Arbeitskreis für Neue Musik, den er bis 1991 leitete. 1959 wurde dieser in die studentischen Arbeitsgemeinschaften des Studentenwerks Schleswig-Holstein inkorporiert. Der Arbeitskreis knüpfte an die 1929 durch Hans Hoffmann initiierte Arbeitsgruppe für Neue Musik an, die sich als Alternative zu einer fehlenden IGNM-Ortsgruppe verstand. 2003/07 belebte Friedrich Wedell am Musikwissenschaftlichen Institut der Universität Kiel das Netzwerk als Forum für zeitgenössische Musik neu.
Mehrere Vorträge hielt er bei der Schleswig-Holsteinischen Universitäts-Gesellschaft, dem Förderverein der Universität Kiel.

### Musikpublizist und Schütz-Forscher

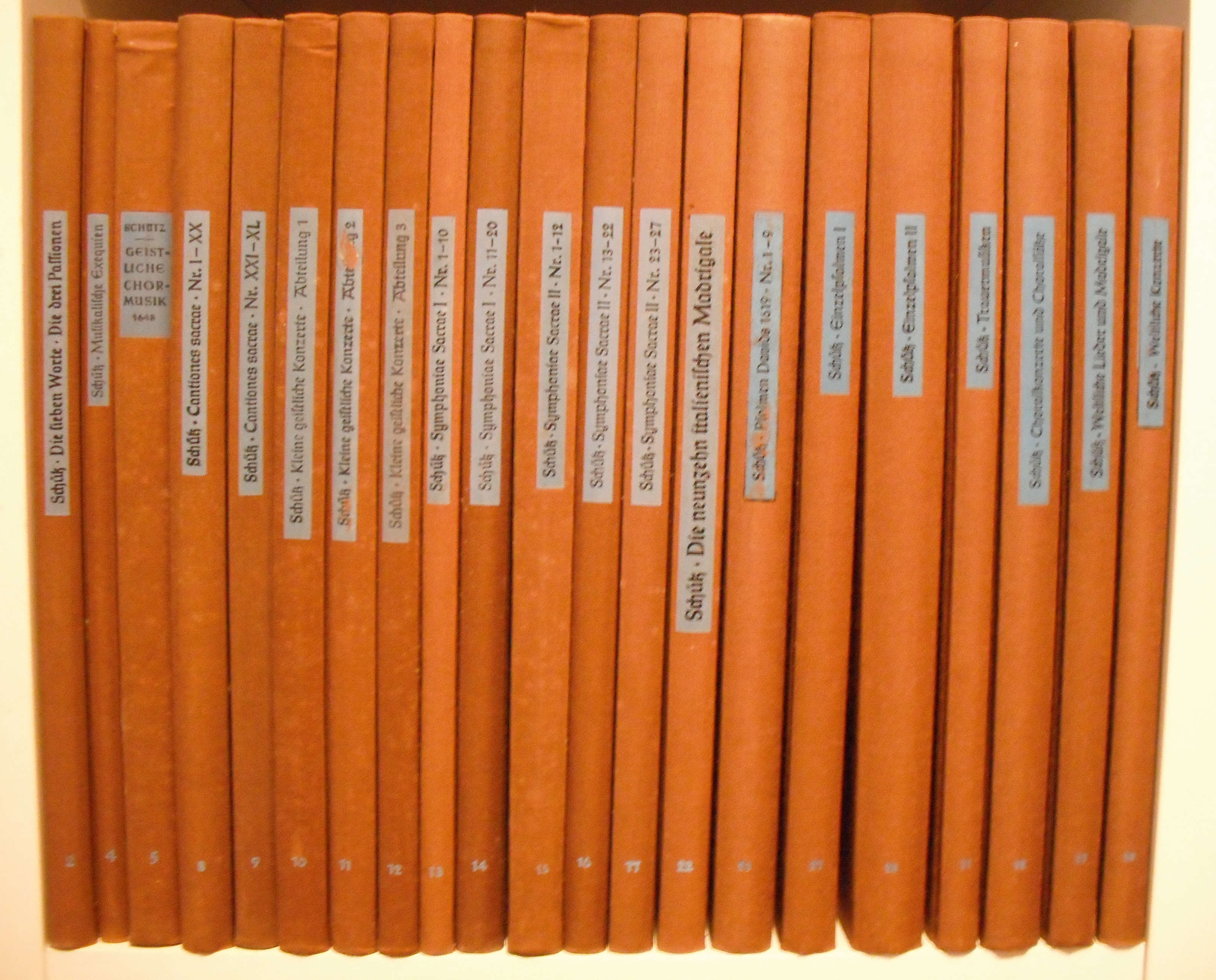
Bände der Neuen Schütz-Ausgabe

Als Rezensent veröffentlichte er ab den 1940er Jahren u. a. in der Deutschen Musikkultur, im Archiv für Musikforschung und in der Musikforschung. 1942 begann er mit der Herausgabe der fünfteiligen Anthologie Frische teutsche Liedlein des Renaissancekomponisten Georg Forster. Ab 1948 wirkte er an der ersten Auflage des durch seinen Lehrer Blume herausgegebenen Musiklexikons Die Musik in Geschichte und Gegenwart (MGG) mit. Gudewill verfasste Personen- und Sacheinträge u. a. steuerte er die erste zusammenfassende Ausarbeitung zur Musikgeschichte Gottdorfs (1965) bei. Außerdem war er Autor von Personenartikeln in der Neuen Deutschen Biographie (NDB) und im Grove Dictionary of Music and Musicians (New Grove). Gemeinsam mit Blume begründete er 1956 die Editionsreihe Das Chorwerk neu. Nach dem Tod Blumes 1975 übernahm er die alleinige Herausgeberschaft der Reihe. Im Auftrag der Neuen Schützgesellschaft wurde er 1956 Editionsleiter der Neuen Schütz-Ausgabe (NSA; Heinrich Schütz: Neue Ausgabe sämtlicher Werke). Ferner war er 1979 maßgeblich an der Gründung des Schütz-Jahrbuchs beteiligt.
Ab 1956 war er Vizepräsident und von 1975 bis 1988 als Nachfolger von Karl Vötterle Präsident der Internationalen Heinrich-Schütz-Gesellschaft in Kassel. Von 1968 bis 1981 war er Leiter des Vereins der Musikfreunde Kiel.

### Familie und Nachlass
Gudewill, evangelisch, war mit einer Pianistin verheiratet und Vater von drei Töchtern. Der Kieler Medizinprofessor Alfred Zimmermann war sein Schwiegervater. Sein Nachlass befindet sich in der Musiksammlung der Schleswig-Holsteinischen Landesbibliothek in Kiel.

## Schriften (Auswahl)
- Das sprachliche Urbild bei Heinrich Schütz und seine Abwandlung nach textbestimmten und musikalischen Gestaltungsgrundsätzen in den Werken bis 1650. Bärenreiter-Verlag, Kassel 1936.
- Bekenntnis zu Heinrich Schütz. Bärenreiter-Verlag, Kassel u. a. 1954 (mit Adam Adrio, Wilhelm Ehmann, Hans Joachim Moser und Karl Vötterle).
- Franz Tunder und die nordelbingische Musikkultur seiner Zeit. Kultusverwaltung der Hansestadt Lübeck, Lübeck 1967.
- Geschichte der Christian-Albrechts-Universität, Kiel, 1665–1965. Band 5: Geschichte der Philosophischen Fakultät. Teilband 1. Wachholtz, Neumünster 1969 (mit Peter Rohs, Meinhart Volkamer, Hans-Georg Herrlitz, Wilhelm Kraiker und Hans Tintelnot) – Behandlung der Fächer Musikpflege und Musikwissenschaft.[30]
- Michael Praetorius Creutzbergensis: 1571(?)–1621. Zwei Beiträge zu seinem und seiner Kapelle Jubiläumsjahr. Möseler, Wolfenbüttel u. a. 1971 (mit Hans Haase).
- Der „Gesang der Venuskinder“ von Heinrich Schütz (1634) (= Berichte und Beiträge der Schleswig-Holsteinischen Landesbibliothek, H. 3). Kiel 1978.
- Der „Gesang der Venuskinder“ von Heinrich Schütz. Bemerkungen zur Überlieferung und zu den Kopenhagener Hochzeitsfeierlichkeiten im Oktober 1634. In: Schütz-Jahrbuch, Bd. 6 (1984), S. 72–91
- Sprachkritik, Sprachmusik, Sprachsalat: Lyrik (= Edition Fischer). R. G. Fischer, Frankfurt am Main 1991, ISBN 3-89406-304-1 (2. Ausgabe 1992).

Editionen
- Georg Forster: Frische teutsche Liedlein (1539–1556) (= Das Erbe deutscher Musik. Bände 20 und 60–63). Texteditoren: Wilhelm Heiske (1. Teil), Hinrich Siuts (2. Teil) und Horst Brunner (3.–5. Teil). 5 Teile, Möseler, Wolfenbüttel u. a. 1942, 1969, 1976, 1987 und 1997.
- Melchior Franck: Drei Quodlibets (= Das Chorwerk. Heft 53). Möseler, Wolfenbüttel 1956.
- Zehn weltliche Lieder aus Georg Forster: Frische teutsche Liedlein (Teil 3–5) zu 4, 5 und 8 Stimmen (= Das Chorwerk. Heft 63). Möseler, Wolfenbüttel 1957.

Autobiographische Werke
- Gudewill, Kurt. In: Friedrich Blume (Hrsg.): Die Musik in Geschichte und Gegenwart (MGG). Erste Ausgabe, Band 5 (Gesellschaften – Hayne). Bärenreiter/Metzler, Kassel u. a. 1956, DNB 550439609, Sp. 1012
- Erinnerungen an die Semlersche Kapelle in Itzehoe und an Musiker aus dem Umkreis der Stadt. In: Steinburger Jahrbuch 31 (1987), S. 286–296.